# ۲۶۴ (میلادی)
۲۶۴ (میلادی) دویست و شصت و چهارمین سال تقویم میلادی است.

## درگذشتگان
‎